# 市振村
市振村（いちぶりむら）は、かつて新潟県西頸城郡にあった村。

## 地理
北側は日本海に面する。

## 沿革
- 1889年（明治22年）4月1日 - 町村制の施行により、西頸城郡市振村の区域をもって、西頸城郡市振村が発足する。
- 1954年（昭和29年）10月1日 - 西頸城郡青海町に編入する。